# A Cappella
A Cappella es el noveno álbum de estudio de Todd Rundgren. La voz de Rundgren es el instrumento principal, acompañada en partes por sintetizadores de voz.

## Lista de canciones
Todas las canciones han sido compuestas por Rundgren, a excepción de "Mighty Love" compuesta por Hawes/Jefferson/Simmons.
1. "Blue Orpheus"
2. "Johnee Jingo"
3. "Pretending to Care"
4. "Hodja"
5. "Lost Horizon"
6. "Something to Fall Back On"
7. "Miracle in the Bazaar"
8. "Lockjaw"
9. "Honest Work"
10. "Mighty Love"

## Canciones

### Lost Horizon
Es clasificada musicalmente en el género musical pop. Tiene la voz central de Todd Rundgren, coros, el sonido del delfín en parte de la canción y percusión. Tiene una duración total de 5:03 minutos.

### Johnee Jingo
Johnee Jingo es la segunda canción del disco, creada también en el año 1985, y a la vez uno de los éxitos más grandes de Todd Rundgren.

#### Ficha técnica
- Tipo de canción: sencillo
- Género musical: pop
- Duración: 5:00 min. aprox.
- Composición: Todd Rundgren
- Interpretaciones: Johnee Jingo (Todd Rundgren)

#### Elementos e instrumentos
- Voz
- Sonidos Corporales (aplausos)
- Percusión

## Posicionamiento
- En el Billboard magazine A Capella se posicionó en el lugar 128.

- Datos: Q2819682